# MTV2 Pop
MTV2 Pop foi um canal de música alemão. Foi lançado em 1 de maio de 2001, assumindo o transponder deixado pelo serviço analógico da MTV, substituindo o VH1 Alemanha. O canal era focado na exibição de videoclipes principalmente da música europop e eurodance.
Em 11 de setembro de 2005 encerrou suas transmissões, sendo substituído pela Nickelodeon Alemanha. A MTV2 Pop também transmitiu animes como InuYasha, Lupin III, Golden Boy, Cowboy Bebop e The Vision of Escaflowne.
Quando a versão do canal TMF no Reino Unido foi lançada às pressas em outubro de 2002, o canal usava os gráficos de apresentação do MTV2 Pop, com as identificações remarcadas para conter o logotipo do TMF. Esses gráficos foram usados até o verão de 2005.

## História
Em 1 de maio de 2001, o canal iniciou sua difusão em toda a Europa via satélite, nas redes a cabo de língua alemã, parcialmente analógica terrestre e posteriormente também ocasionalmente via DVB-T. Substituiu o canal de música VH1 Alemanha, que obtinha pouco sucesso. O videoclipe de One More Time de Daft Punk foi exibido no início e no final da transmissão.

### Programação
Em seus primeiros dias no ar, o canal exibiu diversas playlists temáticas. Hits of the Century foi anunciada como uma retrospectiva dos últimos vinte anos. Os videoclipes variavam de acordo com o dia e hora em que eram exibidos.

#### Programas com apresentadores
O primeiro programa com apresentação de um VJ foi criado em agosto de 2001. ODC 40 com Simone Heppner foi um programa que exibia duas horas de videoclipes dance. As paradas Top 40 foram baseadas nas paradas oficiais de dança da New Yorker, que também foram exibidas nas lojas da empresa de roupas. Em setembro de 2002, o programa foi renomeado para New Yorker ODC 40. Várias festas ODC 40 foram realizadas em toda a Alemanha. No final de 2004, New Yorker e MTV2 Pop encerraram a cooperação.
Um jogo com telespectadores por telefone, GaMe TV, começou a ser exibido em julho de 2003. O formato consistia em um jogo de perguntas e respostas sobre cultura pop em cinco rodadas. GaMe TV foi descontinuado após um curto período de tempo.

#### Outras transmissões
Em 2001, o MTV Video Music Awards foi reprisado no MTV2 Pop. Em 2002, episódios mais antigos de Making the Band, da qual surgiu a formação da boy band O-Town, foram transmitidos, enquanto a MTV Alemanha exibia episódios mais recentes.

#### Animes e desenhos animados
Entre setembro de 2003 e janeiro de 2004, o canal transmitiu animes e séries de desenhos animados anteriormente transmitidos pela MTV e Nickelodeon.
- Desenhos animados:
  - Aaahh!!! Real Monsters
  - The Ren & Stimpy Show

Originalmente, outros desenhos como CatDog também foram anunciados, mas nunca exibidos.
- Animes:
  - Inuyasha (episódios 1-52, sem cortes)
  - Lupin III
  - Cowboy Bebop
  - A Visão de Escaflowne
  - Golden Boy

A MTV2 Pop transmitiu a série de anime Inuyasha como estreia alemã e sem cortes.

### Identidade
Em seu primeiro mês, a MTV2 Pop atualizou sua identidade duas vezes. Isso porque a agência Regardez! recebeu o projeto com um curto prazo e a versão final do projeto Lots of Dots não foi concluída a tempo. Além disso, havia problemas com os servidores da MTV em Londres, que só exibiam as inserções animadas incorretamente. Portanto, uma identidade provisória foi desenvolvida para a fase inicial.
Com Lots of Dots, um mundo gráfico com superfícies de lâmpadas e elementos 3D, o tema disco e vida noturna foi retomado. Os gráficos apareciam das 6h às 12h em amarelo, das 12h às 18h em laranja, das 18h às 0h em magenta, e da 00h às 06h em azul.
Em 30 de setembro de 2002, a MTV2 Pop apresentou uma nova identidade. O pacote de design representava uma paisagem lúdica e plana de flora e fauna. As cores foram mantidas como separadores da superfície de transmissão. Pouco depois, o design foi assumido pela então recém-fundada filial britânica do canal pop TMF.
A canção característica das vinhetas do canal é baseada em Weave Your Web, de Luke Slater.

## Audiência

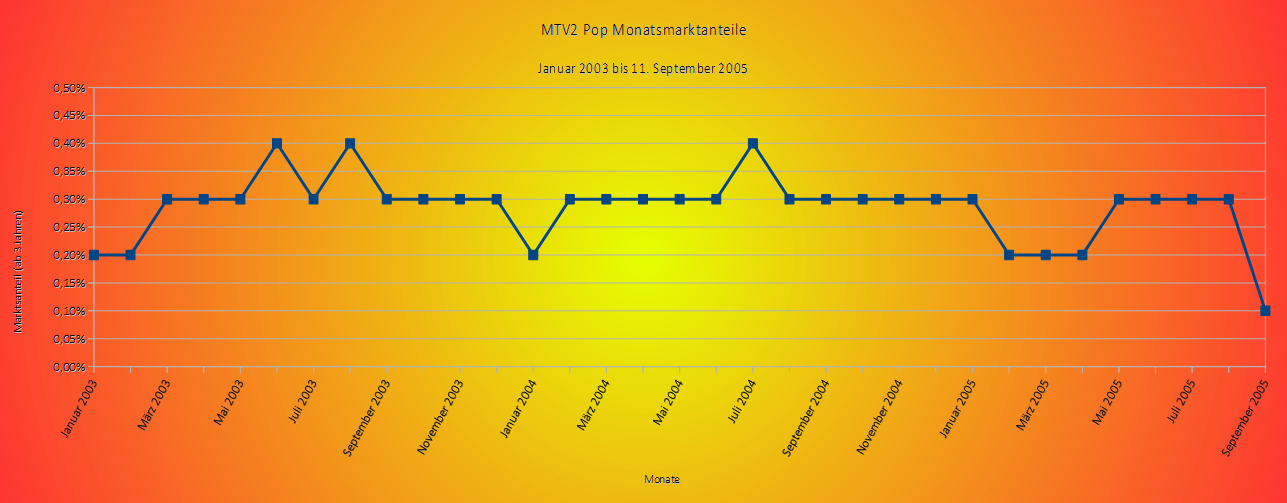
Marketshare da MTV2 Pop de janeiro de 2003 a setembro de 2005.

A MTV2 Pop relatou seus números de audiência pela primeira vez em 2003 e o fez, assim como seu canal principal, MTV Alemanha, de janeiro de 2003 em diante. Suas participações de mercado foram informadas para cada mês até sua descontinuação em setembro de 2005.
Em 2003 e 2004, a MTV2 Pop atingiu 0,3% da audiência total, 0,2% e 0,1% respectivamente abaixo da MTV Alemanha e 0,1% abaixo do VIVA Alemanha, contra a qual a MTV2 Pop estava diretamente posicionada.
De janeiro de 2003 a 11 de setembro de 2005, ocorreram flutuações repetidas na participação de mercado.

## Álbuns de compilação
Dois álbuns de compilação foram lançados em cooperação com a Polystar sob o nome de MTV (2) Pop - Tophits Nonstop!. Em 30 de setembro de 2002 foi lançado o Volume 1, e em 14 de abril de 2003 o Volume 2.

## Descontinuação
Desde que a Viacom se tornou líder de mercado em televisão musical na Alemanha em 2004, através da aquisição da VIVA Alemanha e VIVA Plus, todos os formatos especiais no MTV2 Pop foram cancelados. Com uma programação familiar, a MTV2 Pop ocasionalmente exibia videoclipes antigos. Em 11 de setembro de 2005, a MTV2 Pop foi substituída pelo canal infantil Nickelodeon Alemanha, que começou a transmitir após uma contagem regressiva de 24 horas.